# Bruno Oliveira
Bruno dos Reis Oliveira (Ilhabela, 4 de abril de 1988) é um velejador brasileiro.
Foi um dos representantes do país nos Jogos Pan-americanos de 2011 de Guadalajara, ganhou a medalha de prata na classe Hobie Cat 16, junto com Bernardo Arndt.

## Jogos Pan Americanos 2007
Durante os Jogos Pan-Americanos de 2007, a dupla Bruno Oliveira e Bernardo Arndt ganhariam a medalha de ouro apos obter nove pontos de vantagem e podendo chegar na ultima colocacao durante a ultima regata da competição. Entretanto cinco adversarios entraram com protestos a respeito do mastro da equipe, e a mesma foi desclassificada apesar das apelaçoes. 
Apos os Jogos Pan-Americanos de 2007, a dupla anuncia o abandono da classe. Em 2009 a dupla retorna à atividade, resultando em posterior classificação para os Jogos Pan Americanos de 2011. 